# Közlekedésilámpa-koalíció

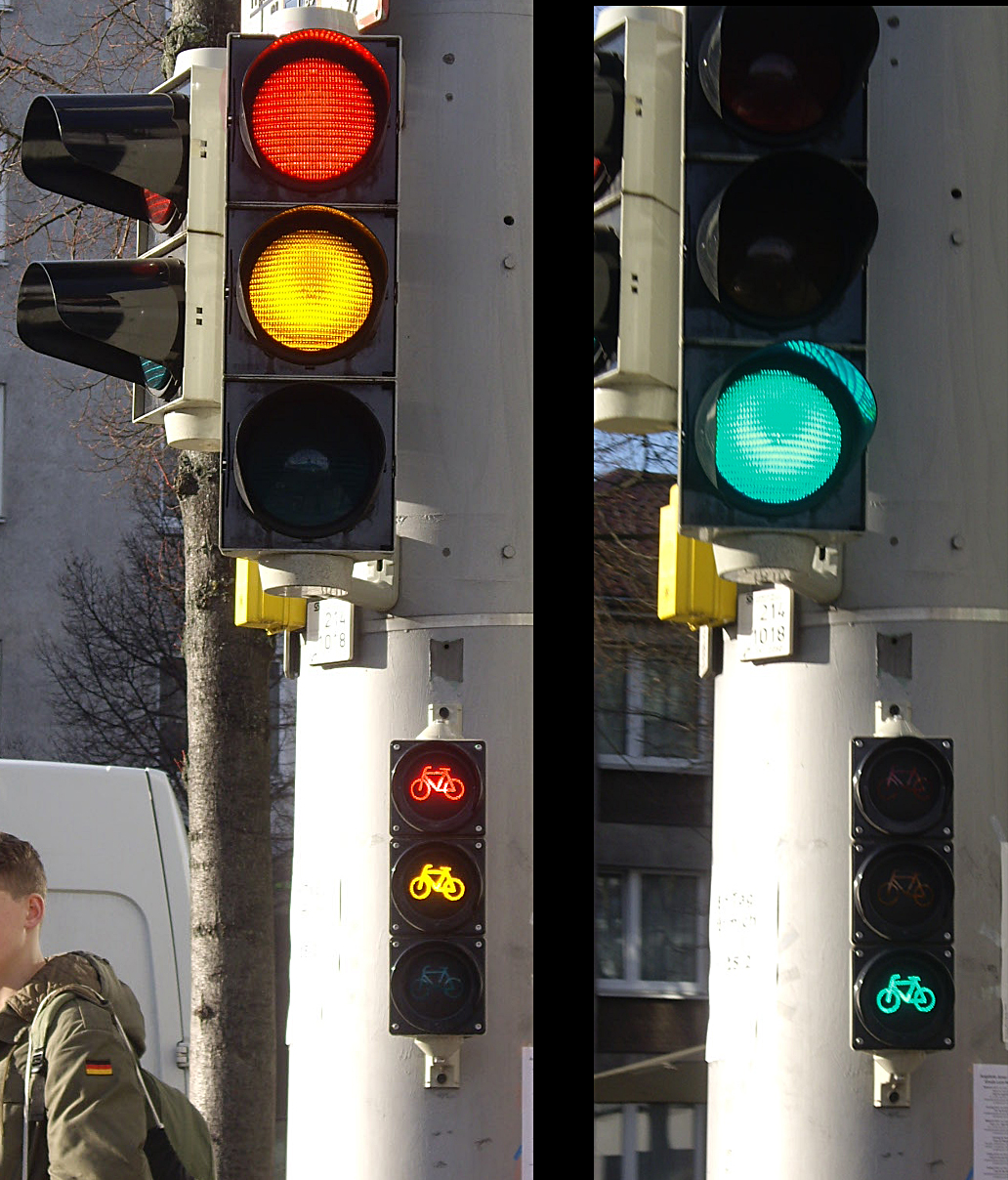
Közlekedési lámpa Kasselben

A közlekedésilámpa-koalíció (németül Ampelkoalition) a német politikában a Szociáldemokrata Párt (SPD), a Szabaddemokrata Párt (FDP) és a Zöldek együttes kormányzása. A nevét arról kapta, hogy e pártok színei az előbbi sorrendben kiadják a közlekedési lámpa (németül Ampel) piros-sárga-zöld színeit. A kifejezést más országok is átvették szociáldemokraták, liberálisok és zöldek koalícióira.
A választások előtt a sokpártos német politikai rendszerben a közvéleménykutatási adatok függvényében mindig van spekuláció a lehetséges, illetve a kizárható koalíciós variációkról. Ezek egyike lehet az Ampelkoalition.
Idővel a közlekedésilámpa-koalició kormányzóképességének létjogosultsága országos szinten is beérett Németországban. Szövetségi szinten, a Bundestagban, a többségi mandátummal rendelkező közlekedésilámpa-koalició képviselői 2021. december 8-án kancellárrá választották Olaf Scholzot új, koalíciós kormánya élére.

## Története Németországban
Közlekedésilámpa-koalíció tagállami szinten 1990 és 1994 között Brandenburgban, 1991 és 1995 között pedig Brémában működött. Berlinben is folytak tárgyalások ilyen koalíció alakítására a 2001-es tartományi választás után, de ezek nem vezettek sikerre. 2010-ben hasonlóan eredménytelen tapogatózások voltak Észak-Rajna-Vesztfália tartományban. Legutóbb Rajna-vidék-Pfalzban alakult közlekedésilámpa-koalíció a 2016-os tartományi választás után. 
A Bundestagban még nem volt közlekedési lámpa koalíció. Vörös-zöld (SPD-Zöldek) és szociálliberális (SPD-FDP) koalíció már volt. A progresszivizmus közös pont lehet a három párt között, a szövetségi szintű együttműködésüket azonban megnehezíti, hogy az FDP-nek már jelentős hagyománya van a kereszténydemokrata CDU-val való együttműködésre, ami a szabaddemokraták gazdasági liberalizmusával együtt megnehezíti a közlekedési lámpa típusú szövetségkötést.
A közlekedésilámpa-koalíció fogalma nemzetközileg a 2005-ös német szövetségi választások után terjedt el.  Jürgen Trittin zöld politikus megfogalmazása alapján nevezték Afrika koalíciónak, vagy Szenegál koalíciónak is. (A szenegáli nemzeti zászló színei a zöld, a sárga és a piros.) 
A Jamaica-koalíciót (CDU-FDP-Zöldek) hasonló mintára nevezik fekete közlekedési lámpa ((Schwarze Ampel) koalíciónak is.
Schleswig-Holsteinben a 2012-es tartományi választás után dán közlekedésilámpa-koalíció alakult, az SPD, a Zöldek és a tartományi dán és fríz kisebbségeket képviselő Dél-schleswigi Szavazók Szövetsége között.
A 2014-es türingiai választások idején tárgyalások indultak egy "Afganisztán koalíció" alakítására a CDU, az SPD és a Zöldek között, de végül a szavazók egy vörös-vörös-zöld koalíciót juttattak hatalomra.
A közlekedésilámpa-koalició a 2021-es németországi szövetségi választáson bizonyította be, hogy országos szinten is kormányzóképes lehet Németországban.
2021. december 8-án, Olaf Scholzot a Bundestag meggyőző többséggel választotta kancellárrá a többségi mandátummal rendelkező közlekedésilámpa-koalició képviselőinek szavazataival. 

## Más országokban

### Ausztria
Az 1990-es években Ausztriában is elkezdték használni az Ampelkoalition fogalmát. A Szociáldemokrata Párt (SPÖ), a Liberális Fórum (LiF) és a Zöld Párt elméleti koalícióját jelölte, a német közlekedésilámpa-koalíció minta pártösszetetelének a mintájára. A három osztrák párt színei nem is adták volna ki a közlekedési lámpa színeit, hiszen a LiF színe ekkor világoskék volt, nem sárga. A LiF később sárgára változtatta a színét, a közlekedési lámpa létrejötte azonban még inkább elméletivé vált, mikor a liberálisok az 1999-es választásokon kiestek az osztrák parlamentből. 2014-ben a LiF beolvadt a NEOS – Az Új Ausztria és Liberális Fórum pártba, ennek színe azonban a rózsaszín. 

### Belgium
Belgiumban a Guy Verhofstadt vezette első Verhofstadt-kormány (1999–2003) a következő pártokból állt: liberálisokból (a Nyitott Flamand Liberálisok és Demokraták és a francia nyelvű Liberális Reformista Párt), szocialistákból (a flamand Socialistische Partij Anders és a francia nyelvű Parti Socialiste) és zöldekből (a flamand Agalev és a francia nyelvű Ecolo). Mivel azonban a liberálism pártok színe kék volt és nem sárga, ezt a kormányt bordó-zöld koalíciónak nevezték.

### Egyesült Királyság
Az Egyesült Királyságban a közlekedésilámpa-koalíció a Munkáspárt, a Liberális Demokraták és a Zöld Párt koalícióját jelöli. Ilyen koalíció kormányozta korábban a City of Lancaster nem-nagyvárosi körzetet. 
Skóciában a 2003-as skót parlamenti választások után hasonló koalíciót fontolgattak a Skót Munkáspárt, a Skót Liberális Demokraták és a Skót Zöld Párt között. A Munkáspárt és a liberálisok, csekély többség birtokában, folytatták a kormányzást a Zöld Párt nélkül. 2007-ben a Zöldek ismét ilyen koalícióra törekedtek, bár a másik két párt unionista volt, a Zöldek meg az Angliától való elszakadást pártolták. A 2007-es választásokon azonban a Zöldek támogatottsága összeomlott, és így már ebből a szempontból sem voltak kívánatos koalíciós partner, bár Alex Salmond első miniszterré választását támogatták.

### Luxemburg
A 2013-as luxemburgi választásokat azután tartották, hogy egy titkosszolgálati botrány miatt lemondott Jean-Claude Juncker, aki akkor az EU legrégebben hatalmon lévő miniszterelnöke volt. Juncker pártja, a Keresztényszociális Néppárt három mandátumot vesztett, de a legerősebb párt lett, és hogy leváltsák a hatalomban, összefogott a Luxemburgi Szocialista Munkáspárt (LSAP), a liberális Demokrata Párt (DP) és a Zöldek. A közlekedésilámpa-koalíciónak ezt a válfaját Gambia koalíciónak nevezték el: nem piros-sárga-zöld, hanem piros-kék-zöld (mint Gambia zászlaja), mivel a DP színe a kék.

## Fordítás
Ez a szócikk részben vagy egészben  a   Traffic light coalition című angol Wikipédia-szócikk ezen változatának fordításán alapul.  Az eredeti cikk szerkesztőit annak laptörténete sorolja fel. Ez a jelzés csupán a megfogalmazás eredetét és a szerzői jogokat jelzi, nem szolgál a cikkben szereplő információk forrásmegjelöléseként.